# Villa Basilica
Villa Basilica település Olaszországban, Toszkána régióban, Lucca megyében. Lakosainak száma 1474 fő (2023. január 1.). Villa Basilica Bagni di Lucca, Capannori, Pescia és Borgo a Mozzano községekkel határos.

## Népesség
A település lakossága az elmúlt években az alábbi módon változott:
| Lakosok száma | 1597 | 1574 | 1474 |
|               | 2017 | 2018 | 2023 |